# Монітори типу M15

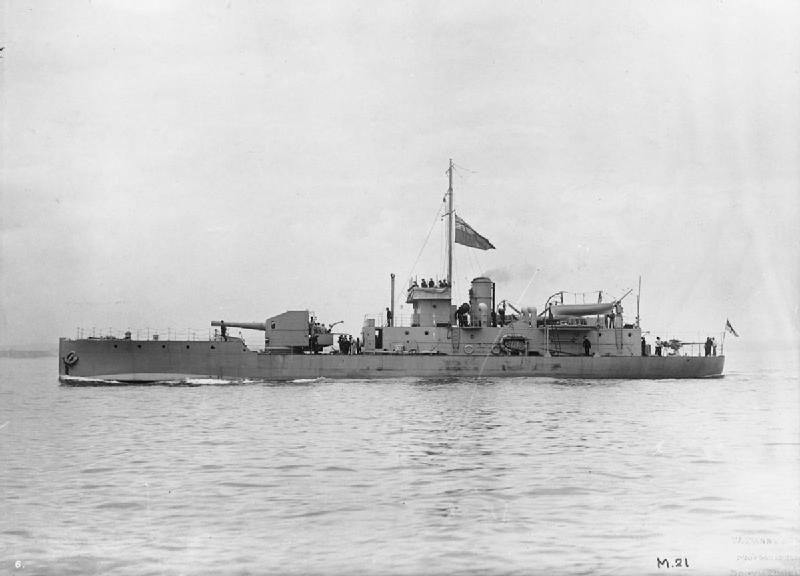
Британський монітор M21

Монітори типу M15 - 14 моніторів Королівського флоту, які побудували у 1915 році.

## Конструкція
Кораблі цього типу були замовлені у березні 1915 року, як частина Надзвичайної воєнної програми суднобудівництва. Вони були спроектовані для використання  9.2 дюймових гарматних башт Mk VI знятих з застарілих захищених крейсерів типу «Едгар», та новіших гармат цього ж калібру Mk X, які зберігалися на складах для  броньованих крейсерів типу «Дрейк» та захищених крейсерів типу «Крессі».  Внаслідок цього перші чотири монітори цього типу, які будувала фірма William Gray & Company з Хартлпулу, отримали башти Mk X.  Решта кораблів, які будувала фірма Sir Raylton Dixon & Co., у Мідлсбро, отримали застарілі башти Mk VI.
Впродовж вересня 1915 року  9,2 дюймові гармати HMS M24, M25, M26 та M27 були зняті для використання на суходолі. Вони були замінені 7,5-дюймовими гарматами. M24 та M25 отримали запасні гармати, призначені для потопленого пре-дредноута «Triumph», M26 отримав одну з запасних гармат для пре-дредноута "Swiftsure" M27 отримав 6 дюймову гармату.
З M21 та M23 також зняли їх 9,2-дюймові гармати у 1917 році. Натомість вони також отримали 7,5-дюймові гармати з виведеного з експлуатації «Swiftsure».
Кораблі цього типу мали різні двигуни. M21 та  M22 були оснащенні звичайними паровими двигунами потрійного розширення,  M24  - чотирициліндровим парафіновим двигуном, решта отримала чотирициліндрові нафтові двигуни Bolinder.

## Служба
M25, M26, M27 та M28 служили у Патрулі Дувру з 1915 до 1918 рік.  Решта кораблів цього типу використовувалась на  Середземноморському театрі бойових дій з 1915.  M23 був переведений звідти до складу Патруля Дувру у червні 1917 року, а M21 у жовтні того ж року.
Під час інтервенції у Громадянську війну у Росії M23, M24, M25 та M27 діяли для підтримки британських сил та білих військ на Білому морі та на Північній Двіні з травня по серпень 1919 року.
M22 був перероблений на мінний загороджувач в 1920 році, у той час як M23 став навчальним кораблем, який використовувався до 1958 року і був  розібраний на метал у 1959 році.

## Кораблі типу
- «М15» - спущений на воду 28 квітня 1915 потоплений німецьким підводним мінним загороджувачем UC-38 11 листопада 1917.
- «М16» - спущений на воду 3 травня 1915, проданий 29 січня 1920.
- «М17» - спущений на воду 12 травня 1915, проданий 12 травня 1920.
- «М18» - спущений на воду 15 травня 1915, проданий 29 січня 1920.
- «М19» - спущений на воду 4 травня 1915, проданий 12 травня 1920.
- «М20» - спущений на воду 11 травня 1915, проданий 29 січня 1920.
- «М21» -спущений на воду 27 травня 1915, підірвався на міні 20 жовтня 1918.
- «М22» - спущений на воду 10 червня 1915, перейменований на "Medea" 1925, проданий у грудні 1938
- «М23» - спущений на воду 17 червня 1915, перейменований на "Claverhouse" 1922, проданий 1959
- «М24» - спущений на воду 9 серпня1915, проданий 29 січня 1920.
- «М25» - спущений на воду 24 липня 1915 знищений екіпажем 16 вересня 1919
- «М26» - спущений на воду 24 серпня 1915, проданий 29 січня 1920.
- «М27» - спущений на воду 8 вересня 1915, знищений екіпажем 16 вересня 1919
- «М28» - спущений на воду 28 червня 1915 та був потоплений під час Битви при Імбросі 20 січня 1918.